# Attila (Name)
Attila oder Attilla ist ein Name, der besonders in Ungarn und in der Türkei als männlicher Vorname gebräuchlich ist. Als türkischer Name tritt außerdem Atilla oder Atila auf.

## Herkunft und Bedeutung
Der Name stammt von Attila ab, dem Herrscher der Hunnen Mitte des 5. Jahrhunderts.
Über die Bedeutung des Namens gibt es mehrere Theorien. Eine weitgehend anerkannte lautet, dass Attila die Verkleinerungsform des westgotischen atta (= Vater), also Väterchen sei. Siehe: Namensherkunft Attila.

## Namenstage
- 7. Januar
- 5. Oktober

## Namensträger

### Vorname
- Attila (ca. 400–453), König der Hunnen
- Attila von Zamora († nach 920), spanischer Bischof und Heiliger
- Attila Albert (* 1972), deutsch-ungarischer Autor
- Attila Ambrus (* 1967), ungarisch-rumänischer Eishockeytorwart, Pelzschmuggler, Bankräuber und Schriftsteller
- Attila Ara-Kovacs (* 1953), ungarischer Philosoph, Journalist und Politiker
- Attila Árvai (* 1974), ungarischer Radrennfahrer
- Attila Murat Aydın (1970–2003), deutsch-türkischer Graffiti-Künstler, Breakdancer, Beatboxer und Rapper
- Attila Balázs (* 1988), ungarischer Tennisspieler
- Attila Bartis (* 1968), ungarischer Schriftsteller und Fotograf
- Attila Bozay (1939–1999), ungarischer Komponist
- Attila Csampai (* 1949), deutscher Musikwissenschaftler und -kritiker
- Attila Csihar (* 1971), ungarischer Sänger
- Attila Csörgő (* 1965), ungarischer Objektkünstler
- Attila Czebe (* 1975), ungarischer Schach-Großmeister
- Attila Czene (* 1974), ungarischer Schwimmer
- Attila Dargay (1927–2009), ungarischer Comiczeichner und Filmregisseur
- Attila Demko (* 1976), ungarischer Diplomat
- Attila Doğudan (* 1959), österreichischer Gastronom türkischer Abstammung
- Attila Jo Ebersbach (* 1943), deutscher Autor
- Attila Egerházi (* 1964), ungarischer Balletttänzer und Choreograph
- Attila Fenyves (* 1945), österreichischer Rechtswissenschaftler
- Attila Filkor (* 1988), ungarischer Fußballspieler
- Attila Fiola (* 1994), ungarischer Fußballspieler
- Attila Gaál (1944–2021), ungarischer Archäologe
- Attila Garay (1931–2013), ungarischer Jazzpianist
- Attila Góga (* 1981), rumänischer Eishockeyspieler
- Attila Grószpéter (* 1960), ungarischer Schachspieler
- Attila Hazai (1967–2012), ungarischer Schriftsteller
- Attila Hildmann (* 1981), deutscher veganer Koch und Schriftsteller, türkischer Herkunft
- Attila Hörbiger (1896–1987), österreichischer Schauspieler
- Attila Horváth (1967–2020), ungarischer Diskuswerfer
- Attila İlhan (1925–2005), türkischer Schriftsteller
- Attila Imecs (* 1991), rumänischer Eishockeyspieler
- Attila József (1905–1937), ungarischer Lyriker
- Attila Kalman (* 1968), ungarischer Pianist, Chorleiter und Kantor
- Attila Kaposi (* um 1984), ungarischer Badmintonspieler
- Attila Kaszás (1960–2007), ungarischer Schauspieler und Synchronsprecher
- Attila Kelemen (1948–2022), rumänischer Politiker
- Attila Kotányi (1924–2003), ungarischer Architekt und Schriftsteller
- Attila Kun (Fußballspieler) (* 1949), deutsch-rumänischer Fußballspieler und -trainer
- Attila Kun (Handballspieler) (* 1994), ungarischer Handball- und Beachhandballspieler
- Attila E. Láng (1947–2023), österreichisch-ungarischer Theaterwissenschaftler, Dramaturg und Regisseur
- Attila Mesterházy (* 1974), ungarischer Politiker
- Attila Muehl (* 1985), österreichischer Jazz-Gitarrist und Komponist
- Attila Nagy (* 1966), ungarischer Badmintonspieler
- Attila Orbán (* 1990), ungarischer Eishockeyspieler
- Attila Petschauer (1904–1943), ungarischer Fechter und Journalist
- Attila Szalai (* 1998), ungarischer Fußballspieler
- Attila Tököli (* 1976), ungarischer Fußballspieler
- Attila Vidnyánszky (* 1964), ukrainisch-ungarischer Theaterregisseur und -intendant
- Attila Zoller (1927–1998), ungarischer Jazzmusiker
- Attila Zsivóczky (* 1977), ungarischer Zehnkämpfer

### Künstlername
- Attila the Stockbroker, Künstlername des britischen Liedertexters, Musikers und Dichters John Baine (* 1957)
- Attila Dorn, Künstlername des deutschen Sängers Karsten Brill (* 1970)
- Claus „Attila“ Parge (1951–2019), deutscher Boxer

## Weiteres
- Attila (Adler), lebendes Maskottchen von Eintracht Frankfurt

## Varianten
- Atila
- Atilla
- Atli
- Attilio
- Etele
- Etzel